# Catherine Dior
Ginette Dior (2. srpna 1917 Granville – 17. června 2008 Callian), lépe známá jako Catherine Dior, byla francouzská odbojářka za druhé světové války. Od listopadu 1941 působila ve francouzsko-polské zpravodajské jednotce F2, v červenci 1944 byla v Paříži zatčena gestapem, poté mučena a deportována do ženského koncentračního tábora Ravensbrück. Dior byla následně nucena pracovat ve vojenské věznici v Torgau, v pobočném táboře Buchenwaldu Abberode a nakonec v továrně u Lipska. Po propuštění v dubnu 1945 jí bylo za její činy v odboji uděleno několik čestných vyznamenání, především Croix de Guerre, Královská medaile za odvahu ve věci svobody a Řád čestné legie.
Po skončení války strávila zbytek života prací s květinami – nejprve jako obchodnice s květinami v Paříži, poté jako pěstitelka květin pro výrobu vůní v Provence. Byla si blízká se svým bratrem, známým módním návrhářem Christianem Diorem. Často je uváděno, že parfém Miss Dior, uvedený na trh v roce 1947, měl Christian pojmenovat právě po své sestře. Catherine Dior pomáhala zachovávat bratrův odkaz po jeho smrti v roce 1957 a od roku 1999 až do své smrti v roce 2008, kdy jí bylo 90 let, byla čestnou prezidentkou Muzea Christiana Diora.

## Životopis
Ginette Dior, která později přijala jméno Catherine, se narodila 2. srpna 1917 v Granville v Normandii jako nejmladší dítě Maurice Diora (1872–1946), průmyslníka v oblasti výroby hnojiv, a Madeleine Dior, rozené Martin (1879–1931). Měla čtyři sourozence – Raymonda (otec Françoise Dior), Jacqueline, Bernarda a módního návrháře Christiana Diora. Po bankrotu továren Dior v důsledku hospodářské krize v roce 1929 a smrti matky v roce 1931 se rodina v roce 1932 usadila v Callianu nedaleko Grasse v Provence. Catherine pomáhala rodině přežít pěstováním zelených fazolek a hrášku.

### Druhá světová válka
V listopadu 1941 se při nákupech v Cannes seznámila se zakládajícím členem odboje Hervé des Charbonneriesem a zamilovala se do něj. Šestatřicetiletý Charbonneries byl ženatý a měl 3 děti. Catherine se k němu připojila v odboji koncem roku 1941, krátce poté, co se její bratr Christian vrátil do Paříže. Christianův pařížský byt, který se nacházel na Rue Royale 10, využívala k pořádání ilegálních odbojových schůzek. Catherina byla zapojen do sekce „Massif Central” sítě F2, zpravodajské jednotky odboje financované Brity a zřízené polskou exilovou vládou pro působení ve Francii. Des Charbonneries patřil do stejné sítě a působil ve Svobodné zóně (Zone libre) pod vedením admirála Jacquese Trolleyho de Prévaux. Catherine měla na starosti předávání tajných zpráv do Londýna.
Dne 6. července 1944 byla Catherine Dior, spolu s dalšími 26 členy skupiny, zatčena a poté mučena gestapem. Christian se snažil dosáhnout jejího propuštění prostřednictvím kontaktů s nacisty, které získal ve svém zaměstnání, a s pomocí svého přítele, švédského generálního konzula Raoula Nordlinga. Nordlingovi se 18. srpna podařilo přesvědčit nacisty, aby Catherine umístili pod ochranu švédského státu, ale již 15. srpna byla deportována jedním z posledních vězeňských vlaků, které odjížděly z Paříže směrem k ženskému koncentračnímu táboru Ravensbrück. Trolley de Prévaux byl zatčen v Marseille během téhož měsíce.
Catherine byla následně převezena z Ravensbrücku do vojenské věznice v Torgau a zařazena do čistě ženského komanda „Anton”, kde pracovala na výrobě výbušnin v nepoužívaném draselném dole. Poté pracovala v Abberode – jednom ze satelitních táborů koncentračního tábora Buchenwald – a v letecké továrně v Lipsku-Markkleebergu, kterou nakonec 19. dubna 1945 obsadila americká armáda. V témže měsíci byla Catherine osvobozena poblíž Drážďan a 28. května 1945 se vrátil do Paříže. Byla tak vyhublá, že ji její bratr Christian nepoznal, a byla příliš nemocná na to, aby snědla večeři, kterou připravil na oslavu jejího návratu.
V roce 1952 svědčila v procesu proti 14 lidem odpovědným za úřadovnu gestapa v Paříži.
Za své odbojové činy byla vyznamenána několika čestnými medailemi: Croix de Guerre – vyznamenáním, které je obvykle vyhrazeno pravidelným ozbrojeným silám, Dobrovolnickým křížem odboje, Bojovým křížem, Královskou medailí za odvahu ve věci svobody a byla jmenována důstojnicí Řádu čestné legie.

### Miss Dior
Po válce se stala „ambasadorkou řezaných květiny” (mandataire en fleurs coupées). Dvanáct let pracovala s Des Charbonneriesem na pařížském trhu Halles, kde obchodovala s květinami z jižní Francie a francouzských kolonií. Poté se přestěhovala do Callianu v Provence a zakoupila tam růžovou farmu na výrobu vůní, kterou využívala až do své smrti. Závěť Christiana Diora z 30. srpna 1957 odkazuje jeho majetek rovným dílem jeho sestře Catherine a Raymonde Zehnacker, jeho pravé ruce. Zemřel na infarkt 23. října téhož roku ve věku 52 let.
Vůně Miss Dior, představená 12. února 1947 během první módní přehlídky společnosti, mohla být pojmenována po ní. Ačkoli oficiální webové stránky společnosti Dior tuto souvislost nepotvrzují, novináři tuto historku často zmiňují. Podle legendy Catherine Dior náhle vstoupila do místnosti, když její bratr Christian vymýšlel jména pro vůni se svou múzou Mitzah Bricard. „Á, tady je slečna Dior!”, řekla Bricard, a Christian údajně odpověděl: „Slečna Dior, tak to je jméno pro můj parfém!”.

### Pozdější léta
V říjnu 1963 se veřejně distancovala od své neteře Françoise Dior po její svatbě s britským neonacistickým vůdcem Colinem Jordanem. Vydala tiskové prohlášení, v němž odsoudila „publicitu, kterou tisk a televize poskytly nesmyslným výrokům [její] neteře Françoise Dior. Sláva [jejího] bratra Christiana Diora nesmí být využita ke zdůraznění skandálu a k riziku pošpinění jména, které členové mé rodiny nesou se ctí a patriotismem”.
V uchovávání odkazu svého bratra pokračovala až do své smrti. V roce 1999 slavnostně otevřela Muzeum Christiana Diora v Granville. Kromě toho, že muzeu věnovala šaty, které patřily její matce Madeleine Dior, stala se i jeho čestnou prezidentkou.
Catherine Dior zemřela 17. června 2008 v Callianu ve věku 90 let. Byla pohřbena v blízkosti svého bratra Christiana.

## Odkaz
V září 2019 věnovala Maria Grazia Chiuri, tehdejší kreativní ředitelka značky Christian Dior, kolekci Ready-to-Wear pro jaro a léto 2020 Catherine Dior, inspirovanou její vášní pro květiny.

## V kultuře
Román Christine Wells Sisters of the Resistance (v překladu: Sestry odboje) z roku 2021 vypráví o dvou mladých ženách, Yvette a Gabby, které se zapojí do odbojové činnosti Catherine Dior.
V televizním seriálu The New Look, který debutoval 14. února 2024 na Apple TV+, hraje Catherine Dior Maisie Williams. 